# HD 11964 b
HD 11964 b es un planeta extrasolar, un gigante gaseoso como Júpiter a aproximadamente 107 años luz de distancia en la constelación de Cetus. El planeta orbita alrededor de la estrella subgigante amarilla HD 11964 en una órbita casi circular, teniendo más de 5 años para completar una revolución alrededor de la estrella a una distancia de 3,34 unidades astronómicas.